# Bundesstraße 111
De Bundesstraße 111 is een bundesstraße in de Duitse deelstaat Mecklenburg-Voor-Pommeren.
Ze begint bij de A20 en eindigt bij de B110 in de buurt van Mellenthin. Ze is ongeveer 69 kilometer lang

## Routebeschrijving
Ze begint bij de aansluiting Gützkow aan de A20 en loopt door Gützkow, Gribow, Züssow, kruist de B109. Ze loopt door Lühmannsdorf, Wolgast waar ze de Peene kruist, ze loopt verder door Bannemin-Mölschow, Zinnowitz, Zempin, Koserow, Kölpinsee-Loddin, Pudagla, Neppermin, Mellenthin en eindigt op een kruising met de B110.

## Trivia
- De weg wordt gebruikt in het videospel City Bus Simulator 2010 Region Usedom.

B1 · B2 · B4 · B5 · B75 · B76 · B77 · B87 · B96 · B96a · B96b · B97 · B101 · B102 · B103 · B104 · B105 · B106 · B107 · B108 · B109 · B110 · B111 · B112 · B112n · B113 · B115 · B122 · B156 · B158 · B166 · B167 · B168 · B169 · B179 · B182 · B183 · B187 · B188 · B189 · B190n · B191 · B192 · B193 · B194 · B195 · B196 · B197 · B198 · B199 · B200 · B201 · B202 · B203 · B204 · B205 · B206 · B207 · B208 · B209 · B246 · B320 · B321 · B404 · B430 · B431 · B432 · B434 · B435 · B495 · B501 · B502 · B503